# Neonella
Neonella là một chi nhện trong họ Salticidae.